# بارك إن تشون
بارك إن تشون (بالكورية: 박인천)‏‏ (5 يوليو 1901 في مقاطعة جولا الجنوبية - 16 يونيو 1984 في سول) رائد أعمال من كوريا الجنوبية.